# Алимос (станция метро)
Алимос (греч. Άλιμος) — станция Афинского метрополитена на Линии 2. Расположена в округе Алимос, Южные Афины, Греция. Соседние станции: Ильюполис и Арьируполис.
Как и другие станции этого участка, станция Алимос имеет входы и выходы по обе стороны проспекта Вулиагмени. Она состоит из трех уровней, причем самый нижний уровень включает две боковые платформы длиной 110 метров.

## История
Станция Алимос была открыта 26 июля 2013 года, когда был открыт участок Линии 2 от Айос-Димитриоса до Элиникона. Первоначально планировалось, что станция будет находиться на поверхности, но в конечном итоге она оказалась под землей.

## Расписание
Ежедневно первый рейс отправляется в 05:50 в направлении Элиникона, и в 05:33 в направлении Антуполиса. Последний рейс в сторону Элиникона отправляется в 00:32, а в сторону Антуполиса — в 00:05. По субботам и воскресеньям последние рейсы в направлении Элиникона и Антуполиса отправляются в 02:32 и 02:05 соответственно.